# Liste von Bauernaufständen
Bauernaufstände oder Bauernkriege fanden vom 15. bis zum 17. Jahrhundert in Europa häufig statt. Dazu zählt im deutschen Sprachraum insbesondere der sogenannte Deutsche Bauernkrieg mit verschiedenen Aufständen im Jahr 1525. Nicht immer wurden die Aufstände allein vom Stand der Bauern getragen, auch die Bewohner freier Städte und einzelne Angehörige des Adels hatten oft viel Sympathie mit den Aufständischen und unterstützten sie.

## Europa

### Mittelalter
- Stellinga-Aufstand (841 bis 843) der Altsachsen gegen die Franken
- Stedingerkrieg (Deutschland, 1233/34)
- Jacquerie (Frankreich, 1358)
- Bauernaufstand von 1381 (England)
- Aufstand der Maillotins (Frankreich, 1382)
- Engelbrekt-Aufstand (Schweden, 1434–1436)
- Bauernaufstand in Siebenbürgen unter der Führung von Antal Budai Nagy (1437–1438)
- „Empörung im Gefolge des Paukers von Niklashausen (Hans Böhm)“ (Tauberfranken, 1476)
- Kärntner Bauernaufstand 1478 unter der Führung von Peter Wunderlich (Kärnten, 1478)

### Frühe Neuzeit
- Aufstände im Rahmen der Bundschuh-Bewegung (Südwestdeutschland, 1493–1517)
- Bauernaufstand von György Dózsa (Ungarn) (April–Juli 1514)
- Armer Konrad (Württemberg) (1514)
- Windischer Bauernkrieg (Kärnten) (1515)
- Deutscher Bauernkrieg (Süddeutschland, Schweiz, Österreich; 1524–1526)
  - Pfälzischer Bauernkrieg (1525)
  - Salzburger Bauernkrieg (1525/1526)
  - Schladminger Bauern- und Knappenaufstand (1525)
- Bauernaufstand von Kaymen (Ostpreußen) (1525)
- Dacke-Aufstand (Schweden, 1542–1543)
- Württembergischer Bauernaufstand (Süddeutschland, 1547)
- Kets Rebellion, England (1549)
- Kroatisch-slowenischer Bauernaufstand unter der Führung von Matija Gubec (1572–1573)
- Rappenkrieg (1591–1594)
- Zweiter Oberösterreichischer Bauernaufstand (1595–1597)
- Niederösterreichischer Bauernaufstand 1596/1597
- Rebellion der Croquants, Frankreich (1593/94, 1624 und 1636/37)
- Kosakenaufstand unter Iwan Issajewitsch Bolotnikow von 1606–1607
- Rappenkrieg (1612–1614)
- Oberösterreichischer Bauernkrieg (1626)
- Niederösterreichische Bauernaufstände 1632
- Schweizer Bauernkrieg (1653)
- Rasin-Aufstand an der Wolga (1667–1671)
- Aufstand gegen die Papiersteuer, Frankreich (1675)
- Böhmischer Bauernaufstand 1680
- Bayerische Volkserhebung von 1705
- Tolmeiner Bauernaufstand (1713)
- Pugatschow-Aufstand im Russischen Reich 1773–1775
- Horea-Aufstand in Siebenbürgen (1784)
- Grande Peur in Frankreich (1789)
- Sächsischer Bauernaufstand (1790)
- Bauernunruhen in der Lausitz (1790–1794)
- Klöppelkrieg in der Eifel (1798)

### Neuzeit
- Bauernaufstand in Podolien unter Ustym Karmaljuk von 1813–1835
- Zollunruhen in Oberhessen (1830)
- Fasci siciliani in Sizilien (1891–1894)
- Bauernaufstand in Rumänien 1907
- Machnowschtschina, Ukraine (1917–1922)
- Bauernaufstand von Tambow (1920–1922)
- Landvolkbewegung (Schleswig-Holstein) (1920er Jahre)

## China
- Aufstand der Roten Augenbrauen, 18 n. Chr.
- Aufstand der Gelben Turbane, 2. Jahrhundert
- Aufstand von Wang Xiaobo und Li Shun im Jahr 993
- Aufstand der Acht Trigramme, 1813
- Taiping-Aufstand (1851–1864)